# Folke Wassén
Folke Viktor Wassén, född 18 april 1918 i Göteborg, död 22 oktober 1969 i Västra Frölunda, var en svensk seglare som deltog i de Olympiska sommarspelen 1952. Han var bror till Magnus Wassén.